# Le Triomphe de Vénus
Le Triomphe de Vénus est une allégorie mythologique peinte par François Boucher, en 1740. Le tableau est exposé au Nationalmuseum de Stockholm (Suède). Le tableau inspira Fragonard pour sa version de la Naissance de Vénus.
Le tableau avait été acquis par Carl Gustaf Tessin lors de son séjour à Paris alors qu'il avait constitué une importante collection de tableaux et de dessins. Face à des difficultés financières, il devra se séparer, à partir de 1749, d'une importante partie de cette collection qui deviendra ainsi la propriété de la Couronne suédoise. 